# كفر عطا الله
كفر عطا الله إحدى قرى مركز بنها التابع لمحافظة القليوبية بجمهورية مصر العربية.

## السكان
بلغ عدد سكان كفر عطا الله 6,589 نسمة، حسب الإحصاء الرسمي لعام 2006.